# Palio (carrera hípica)

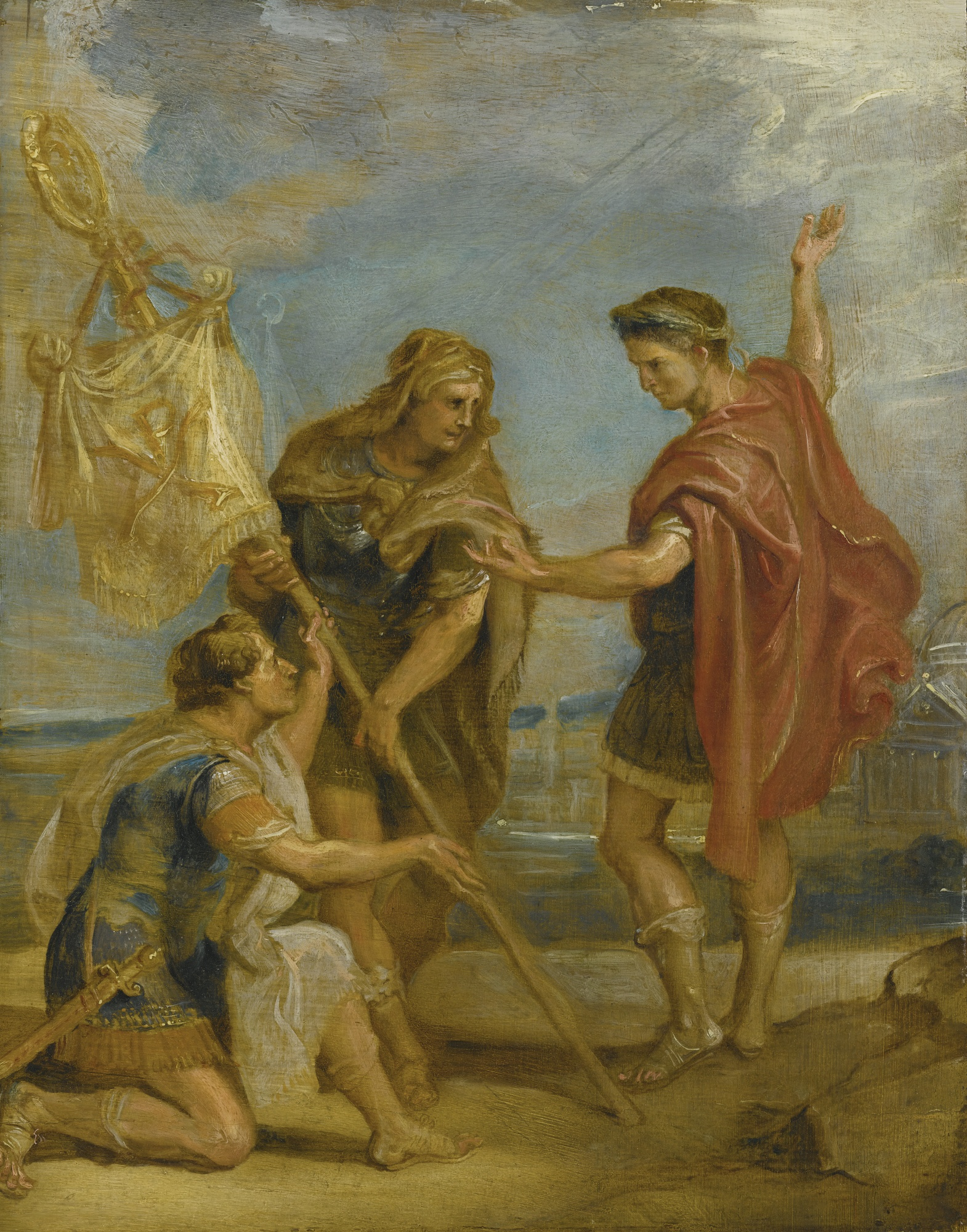
Constantino recibe el estandarte (el lábaro) con el monograma de Cristo como símbolo imperial. Boceto al óleo sobre madera de Peter Paul Rubens, 1622.

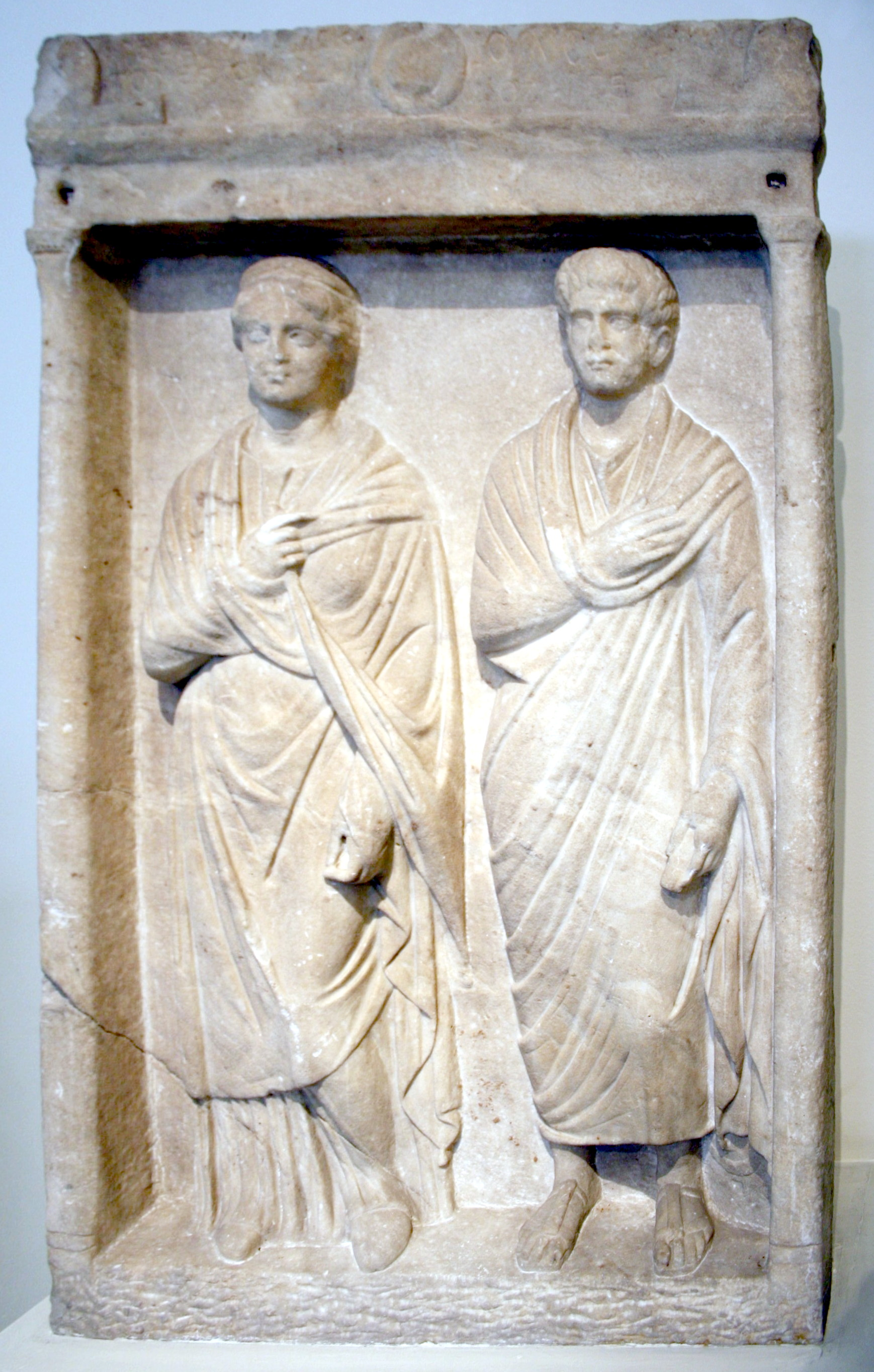
Estela fúnebre de una pareja que lleva el pallium, Museo Arqueológico Nacional de Atenas, 265 a. C. ca.

El palio (en plural, palii) es una carrera entre los barrios de una ciudad o entre entidades territoriales vecinas entre sí, en general disputada con caballos u otros animales. Hay además palii en los que se compite con barcos, y palii que incluyen más tipos de competiciones.

## Etimología
Palio deriva del latín pallium (con el significado de velo, manto o capa grande). Pallium deriva de la raíz pan que significa amplio, extenso. Los latinos llamaron así la amplia ropa usada comúnmente por los griegos, formada por un ancho manto de lana de forma cuadrangular, envuelto alrededor del cuerpo y fijado a las espaldas con una hebilla. Por extensión, el término ha pasado a indicar el premio de una carrera, sobre todo ecuestre, que se dona al vencedor en forma de cortina o lábaro. De nuevo por extensión ha pasado a indicar la propia carrera. En Siena también es llamado drappellone y coloquialmente cencio.

## Historia
Los orígenes de este tipo de competición datan de la edad de los municipios libres italianos. Todavía en la actualidad la carrera del palio es una tradición consolidada en muchas ciudades de Italia. Algunas veces el palio se inserta en programas de fiestas medievales.
El palio más célebre es el Palio de Siena, tradicional evento que se realiza dos veces al año (el 2 de julio en honor a la Madonna di Provenzano, y el 16 de agosto en honor de la Asunción); eventualmente se puede convocar un tercer palio extraordinario para festejar un evento particular (como por ejemplo el palio extraordinario del 1969, disputado para celebrar la llegada del hombre a la Luna). El Palio de Siena consiste en una carrera de caballos cabalgados a pelo. Aún antes del clásico palio disputado «a la redonda» (nacido en el siglo XVII) sobre la pista de la Piazza del Campo, en Siena era costumbre correr en el siglo XIII el palio alla lunga: una carrera en línea recta (de donde proviene la denominación alla lunga, «a lo largo» en español) sobre un recorrido que iba desde fuera de las murallas de la ciudad hasta la Catedral. Hay documentos que atestiguan la disputa de palii alla lunga antes del siglo XII.

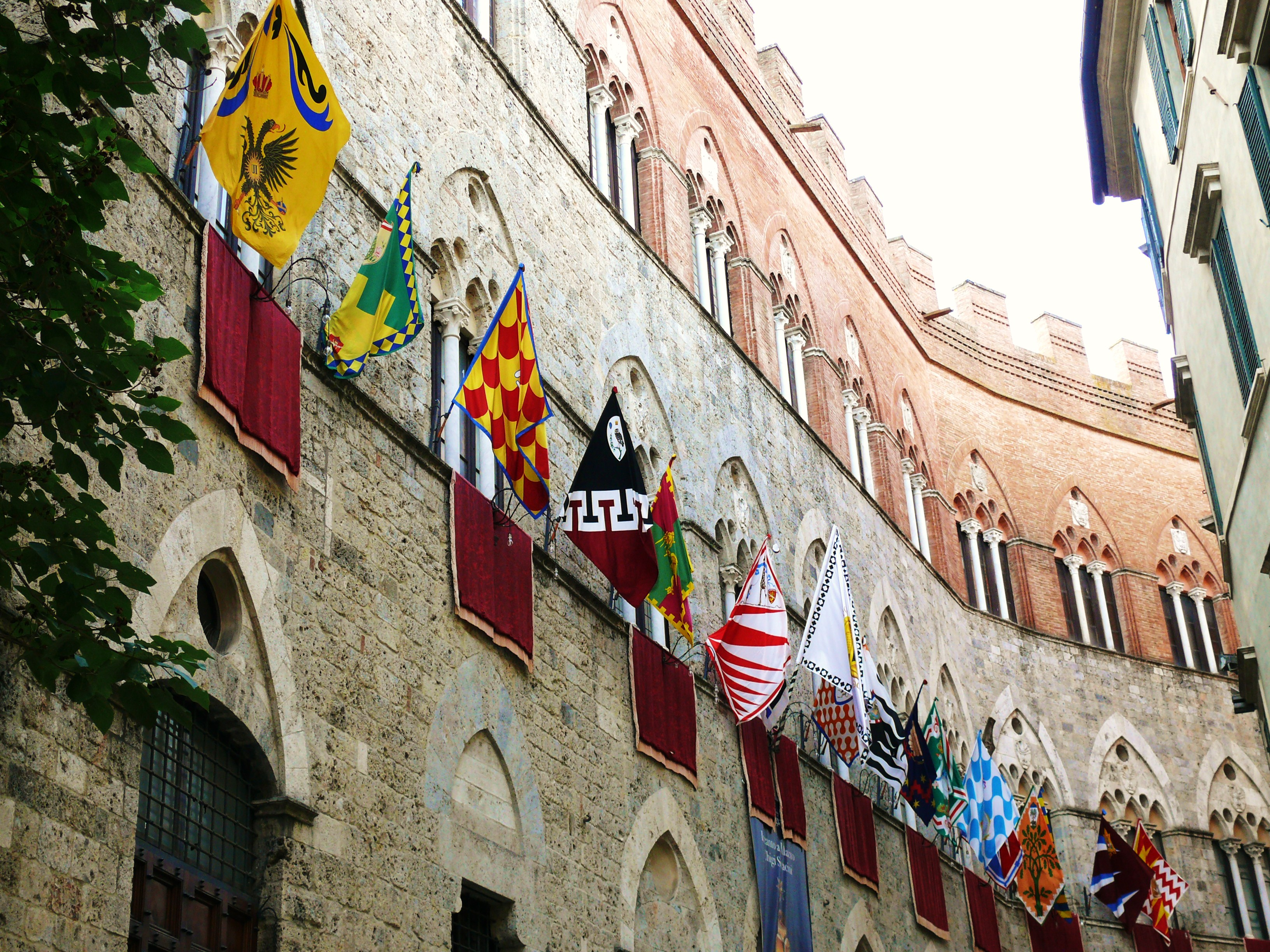
Las banderas de las “contrade” del Palio de Siena

Otras célebres manifestaciones que se corren con caballos son el Palio de Asti, el Palio de Legnano, el Palio de Fucecchio y el Palio de Fermo. Son muchas las ciudades que pueden presumir de orígenes antiguos de sus carreras al palio, entre estos resulta entre los más antiguos el Palio del drappo verde de Verona, que consiste en una carrera a pie; existen documentos que lo atestiguan ya en 1208, cuando se disputó para celebrar la victoria de Ezzelino III da Romano contra los güelfos de la ciudad vecina de San Bonifacio, capitaneados por Azzo VI d'Este.
Por su parte, del Palio de Ferrara se tienen noticias desde el siglo XIII. En 1259, para honrar la victoria de las tropas del Papa a las órdenes de Azzo VII sobre el sanguinario Ezzelino III da Romano al comando de las tropas imperiales, se disputó un palio para festejar el título de podestà de Ferrara de Azzo VII; en 1279 el palio fue institucionalizado con verdaderas reglas y normas; este se debía correr en Fasto Beati Georgi (23 de abril) y en honor a la Asunción. Estas reglas todavía son visibles en una larga placa de mármol situada al lado de la Catedral de Ferrara. Otro palio documentado desde 1314 es el Palio de Parma, ya que sabemos que se celebró al mismo tiempo que los festejos por el compromiso del señor de la ciudad Giberto Da Correggio con Engelenda Rossi di San Secondo.
Desde septiembre de 2009 los palii que contemplan la participación de équidos están regulados por una ordenanza del Ministero della Salute, dirigida a evitar daños de los animales usados.

## Lista
A continuación se muestra la lista de los palii más relevantes celebrados en Italia:

### Abruzos
- Giostra Cavalleresca de Sulmona (Provincia de L'Aquila): se disputa el último sábado y domingo de julio.

### Campania
- Palio della botte de Avellino: se disputa el 12 de agosto.

### Emilia-Romaña

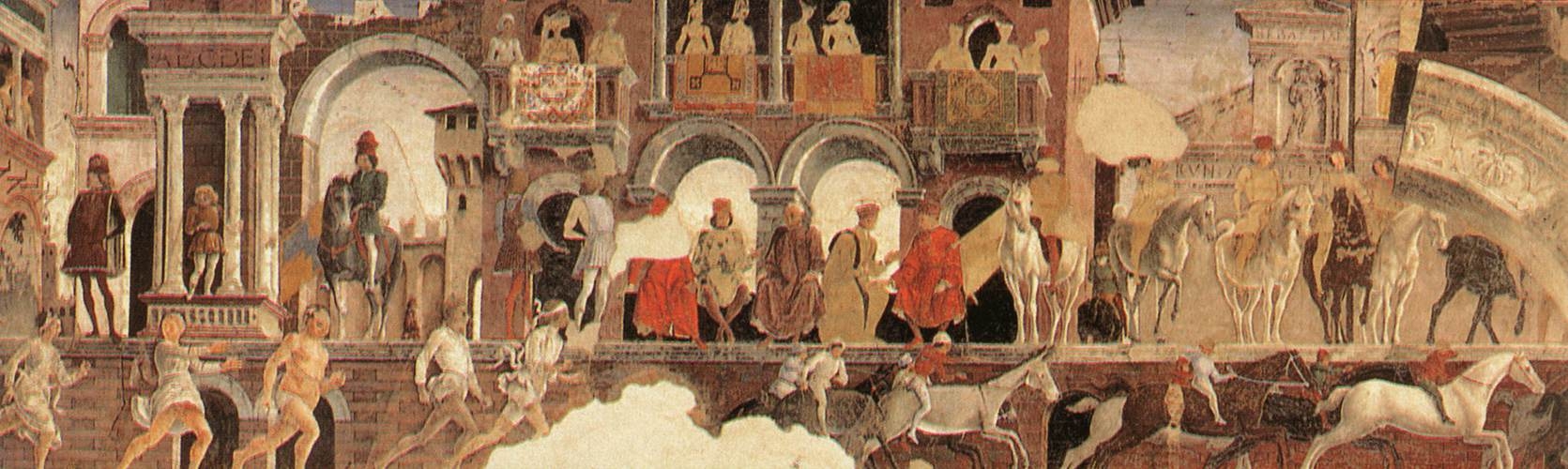
Palio de Ferrara, detalle del fresco de Francesco del Cossa, ca. 1470.

- Palio de Ferrara: se corre el último domingo de mayo.
- Palio delle contrade di San Secondo Parmense (Provincia de Parma): se disputa el primer fin de semana de junio.
- Palio del Niballo de Faenza (Provincia de Rávena): se celebra el cuarto domingo de junio.
- Palio de Santa Reparata: se disputa en Terra del Sole (Provincia de Forlì-Cesena) el tercer domingo de agosto o el primero de septiembre de cada año. Es una competición de tiro con la ballesta.
- Palio de Parma, documentado desde 1314, normalmente se celebra el tercer fin de semana de septiembre y consiste en tres carreras, dos a pie y una con burros.
- Palio delle Contrade de Bobbio (Provincia de Piacenza): el segundo domingo de agosto los cinco barrios de la ciudad compiten en una serie de torneos y carreras.

### Lacio
- Palio dei Rioni de Morlupo (Provincia de Roma): se corre en honor de la Asunción el 16 de agosto (suspendido).
- Palio delle Contrade de Allumiere (Provincia de Roma): se disputa el primer domingo después del 15 de agosto.
- Palio della Tinozza de Rieti: consiste en carreras que se realizan sobre el río Velino y se celebra en el mes de julio.

### Liguria

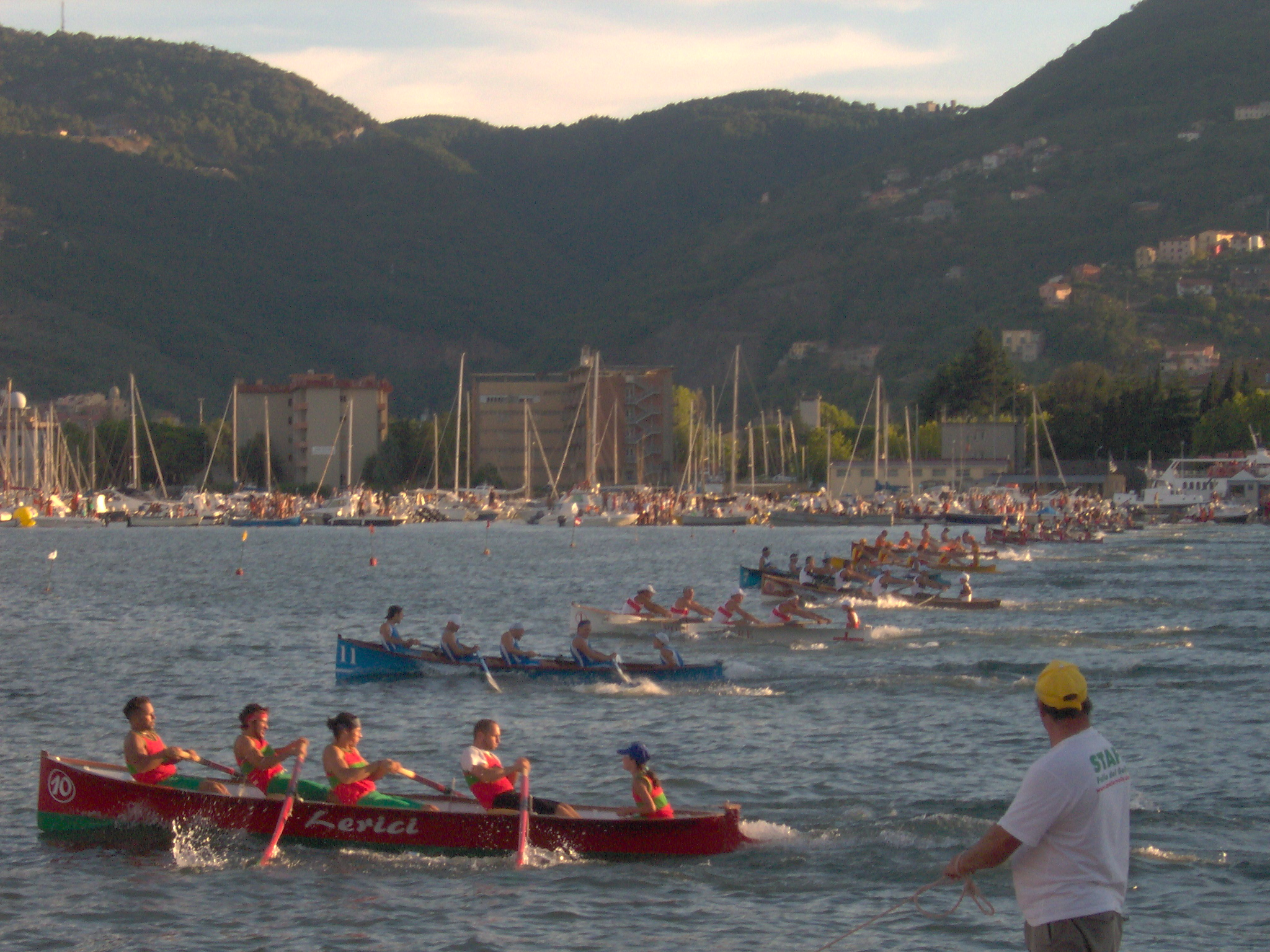
El Palio del Golfo.

- Palio del Golfo de La Spezia: se celebra el primer domingo de agosto.

### Lombardía
- Palio de Legnano: se corre el último domingo de mayo.
- Palio dei Castelli: se disputa en Castiglione Olona (Provincia de Varese) en la segunda semana de julio.
- Palio degli Zoccoli: se realiza en Desio (Provincia de Monza y Brianza la primera semana de junio.
- Palio de Mortara: se celebra en Mortara (Provincia de Pavía) el último domingo de septiembre.

### Marcas
- Palio di San Giovanni Battista de Fabriano; se disputa entre los cuatro barrios del centro histórico desde mediados de junio hasta el 24 del mismo mes, día de San Juan Bautista.
- Palio dell'Assunta de Fermo: se corre el 15 de agosto.
- Palio de Loreto: se celebra el 6 de septiembre de cada año.
- Palio dell'Oca de Cagli (Provincia de Pesaro y Urbino): se disputa entre los cuatro barrios históricos en un recorrido de 54 casillas, según el resultado de lanzar de un dado.
- Quintana di Ascoli Piceno: data del siglo IX, y se realiza con ocasión de la fiesta de san Emigdio, patrón de la capital de Marcas.
- Palio dei Castelli: se disputa en las primeras dos semanas de junio.

### Piamonte

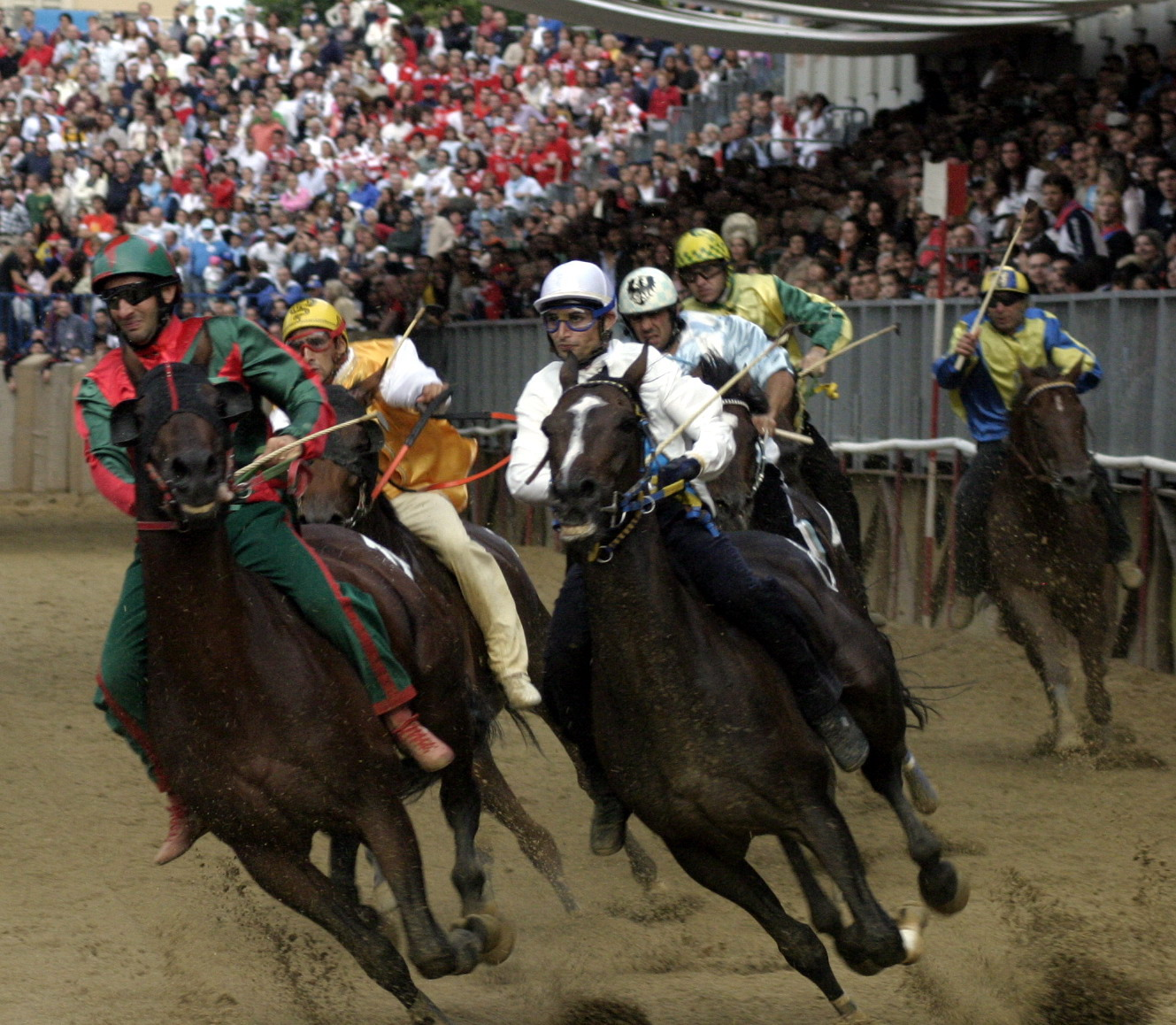
Un momento del Palio de Asti.

- Palio de Asti: se corre el tercer domingo de septiembre.
- Palio dei Borghi de Fossano (Provincia de Cuneo): se disputa a finales de junio.
- Palio degli Asini de Borgomanero (Provincia de Novara)

### Apulia
- Palio de Taranto: evento con disfraces que incluye una carrera de barcas a remos entre los diez barrios de la ciudad.
- Torneo dei Rioni di Oria: se realiza el segundo fin de semana de agosto y comprende cinco carreras de estampa medieval entre los deportistas de los cuatro barrios de la ciudad.

### Cerdeña
- Sartiglia di Oristano: se corre el último domingo y el martes de carnaval.
- Palio de Fonni (Provincia de Nuoro): se disputa el primer domingo de agosto.

### Sicilia
- Palio dei Normanni de Piazza Armerina: se realiza entre el 12 y el 14 de agosto.
- Palio dei Quartieri Storici de Siracusa: regata que se celebra en agosto.

### Toscana

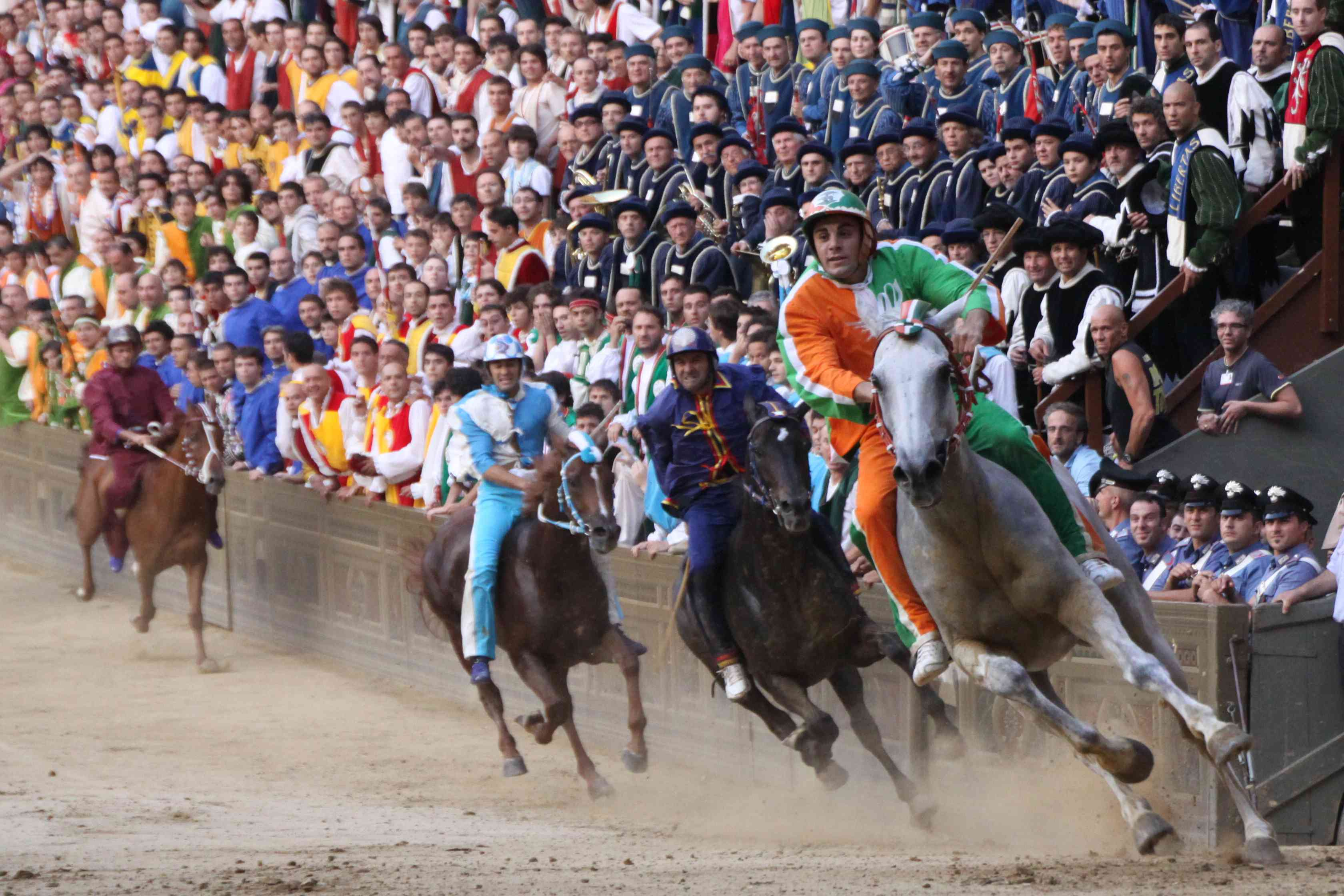
El Palio de Siena.

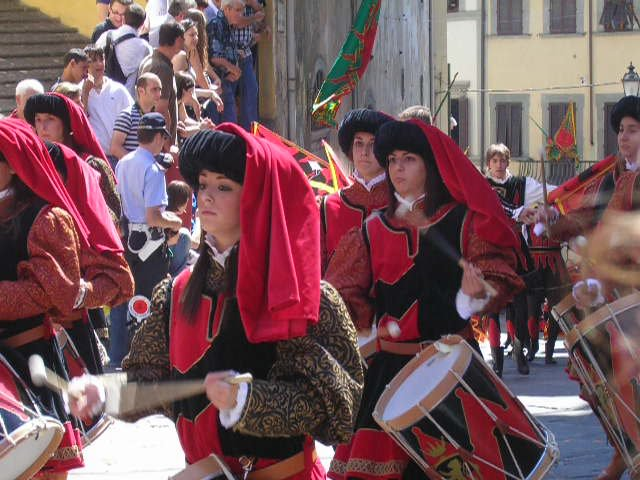
Desfile histórico del Palio de Fucecchio.

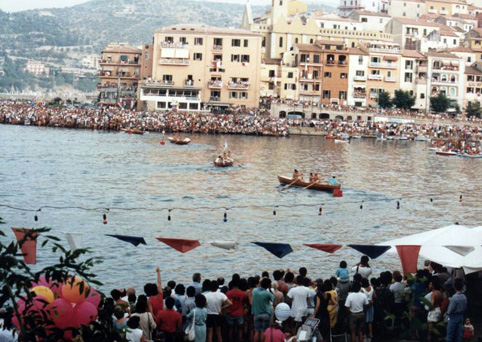
Palio Marinaro dell'Argentario.

- Palio de Siena: el palio más célebre de Italia, se corre cada año el 2 de julio y el 16 de agosto.
- Giostra dell'orso: carrera ecuestre que se realiza el 25 de julio en Pistoia.
- Palio di San Paolino de Lucca, evoca la competición de tiro con la ballesta más antigua documentada en Italia. Se realiza el 12 de julio según el antiguo reglamento del 29 de junio de 1443 entre los tiradores de los tres barrios en los que estaba dividida Lucca.
- Palio della Balestra de Sansepolcro, antiquísima competición de tiro con la ballesta contra los tiradores de Gubbio, que se ha disputado sin interrupción desde el siglo XV el segundo domingo de septiembre.
- Palio de Bientina (Provincia de Pisa): se corre el tercer domingo de julio.
- Palio de Buti (Provincia de Pisa): se realiza en honor a San Antonio Abad en enero, el primer domingo después del 17.
- Palio de Castel del Piano: se celebra el 8 de septiembre.
- Palio dei Rioni di Castiglion Fiorentino (Provincia de Arezzo): se disputa en honor a la Madonna delle Grazie di Rivaio el tercer domingo de junio.
- Palio de Fucecchio  (Provincia de Florencia), se corre el penúltimo domingo de mayo.
- Palio dei barchini con le ruote de Castelfranco di Sotto.
- Palio dei Micci de Pozzi, fracción de Seravezza (Provincia de Lucca).
- Palio dei somari di Torrita di Siena.
- Palio de Pescia (Provincia de Pistoia): se disputa cada año, el primer domingo de septiembre. Es una competición de tiro con arco.
- Palio dell'Argentario: se realiza el 15 de agosto en Porto Santo Stefano.
- Palio de San Ranieri: se disputa en el Arno en Pisa para festejar el patrón de la ciudad, el 17 de junio.
- Palio Marinaro de Livorno: se celebra entre junio y julio con cuatro distintas competiciones de remo: Coppa Risi'atori, Coppa Barontini, Palio dell'Antenna y el verdadero Palio Marinaro.
- Palio del Cerro de Cerreto Guidi.

### Umbría

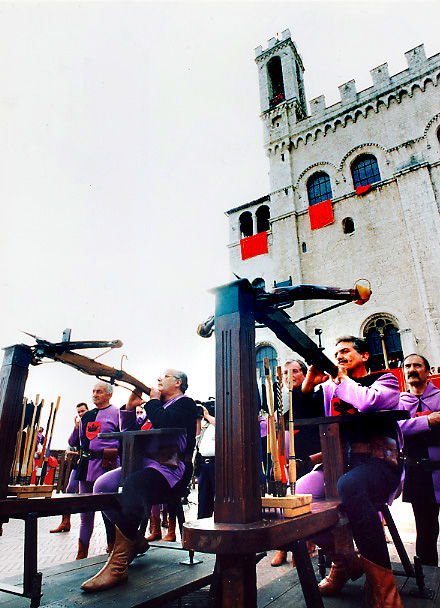
El Palio della Balestra de Gubbio.

- Giostra della Quintana de Foligno: se disputa generalmente el segundo sábado de junio y el segundo domingo de septiembre. Los juegos están precedidos por dos semanas de festejos que prevén la apertura de las tabernas de los barrios.
- Palio di San Michele Arcangelo, también llamado Giochi de le Porte, se celebra cada año en Gualdo Tadino (Provincia de Perugia) el último domingo de septiembre.
- Palio de San Rufino de Asís: competición de tiro con la ballesta entre los tres barrios de la ciudad, Divine Mariae, San Rufino y San Francesco. Se disputa el último domingo de agosto en la Catedral de San Rufino.
- Palio de Pasqua Rosata, también en Asís
- Palio della Balestra de Gubbio, antiquísima competición de tiro con la ballesta que se disputa ininterrumpidamente desde el siglo XV el último domingo de mayo.

### Véneto
- Palio de Noale: evocación histórica del palio pedestre disputado en Noale en 1347 bajo la signoria de los Tempesta.
- Palio de Feltre: se disputa el primer domingo de agosto. Además de la carrera de caballos contempla una competición de tiro con arco, carreras de relevos y el juego de la soga.
- Palio della Marciliana: se celebra en Chioggia (Provincia de Venecia) el tercer domingo de junio de cada año. Es una competición de tiro con la ballesta.
- Palio dei 10 Comuni del Montagnanese: se disputa el primer domingo de septiembre. Además de la carrera de caballos contempla duelo de arqueros, carrera de barrios y el juego de la soga.
- Palio del drappo verde de Verona: se trata de una evocación del palio instituido en 1208.

## Galería de imágenes

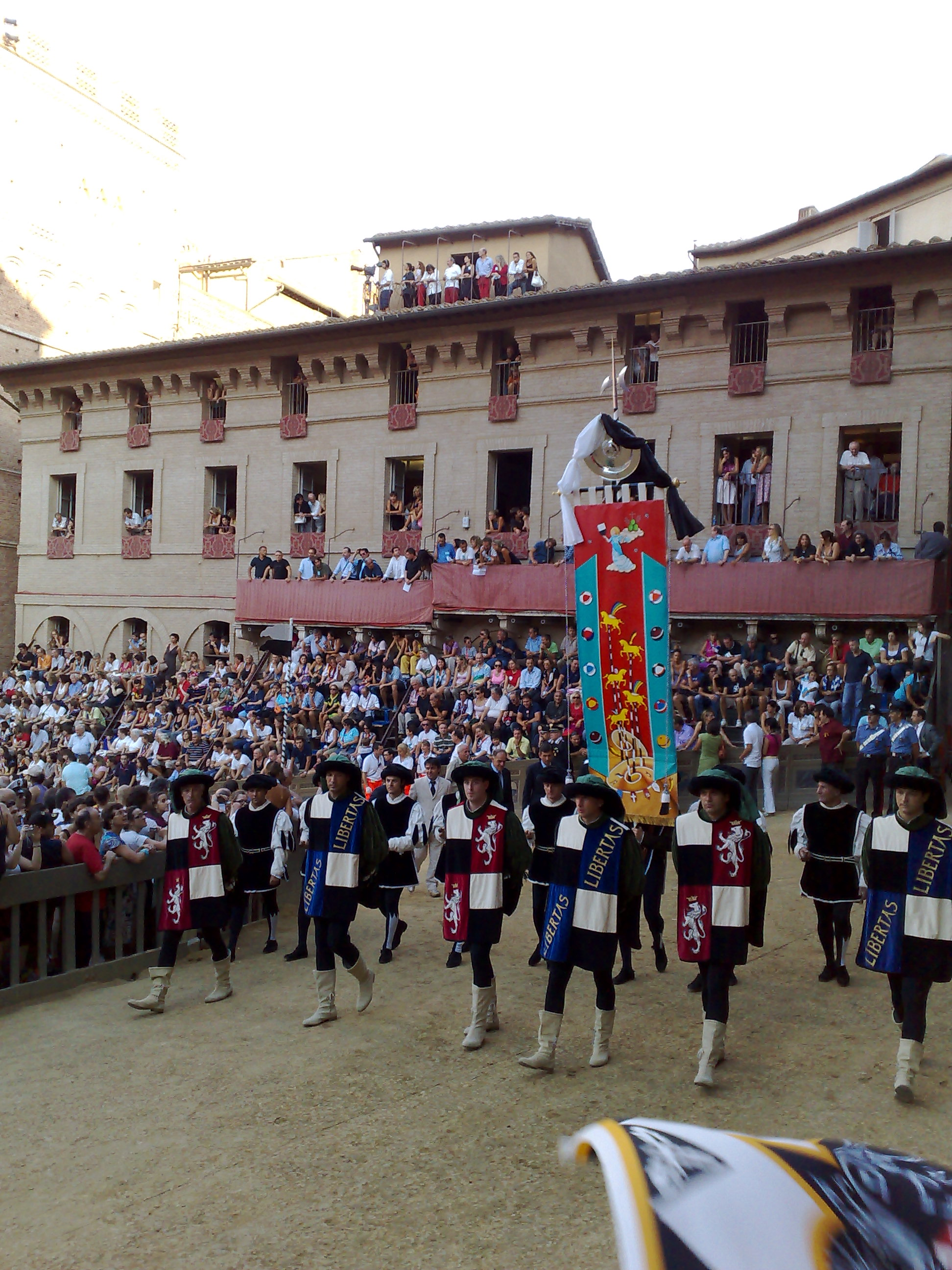
Palio de Siena.
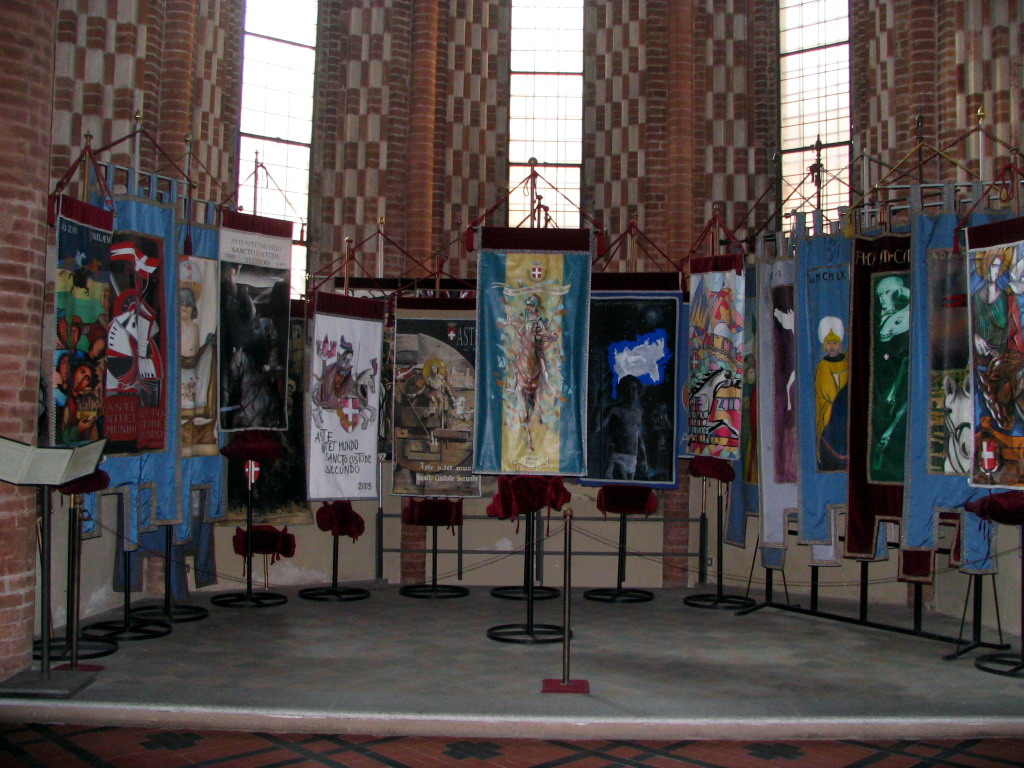
Palio de Asti: palii ofrecidos a la Collegiata di San Secondo.
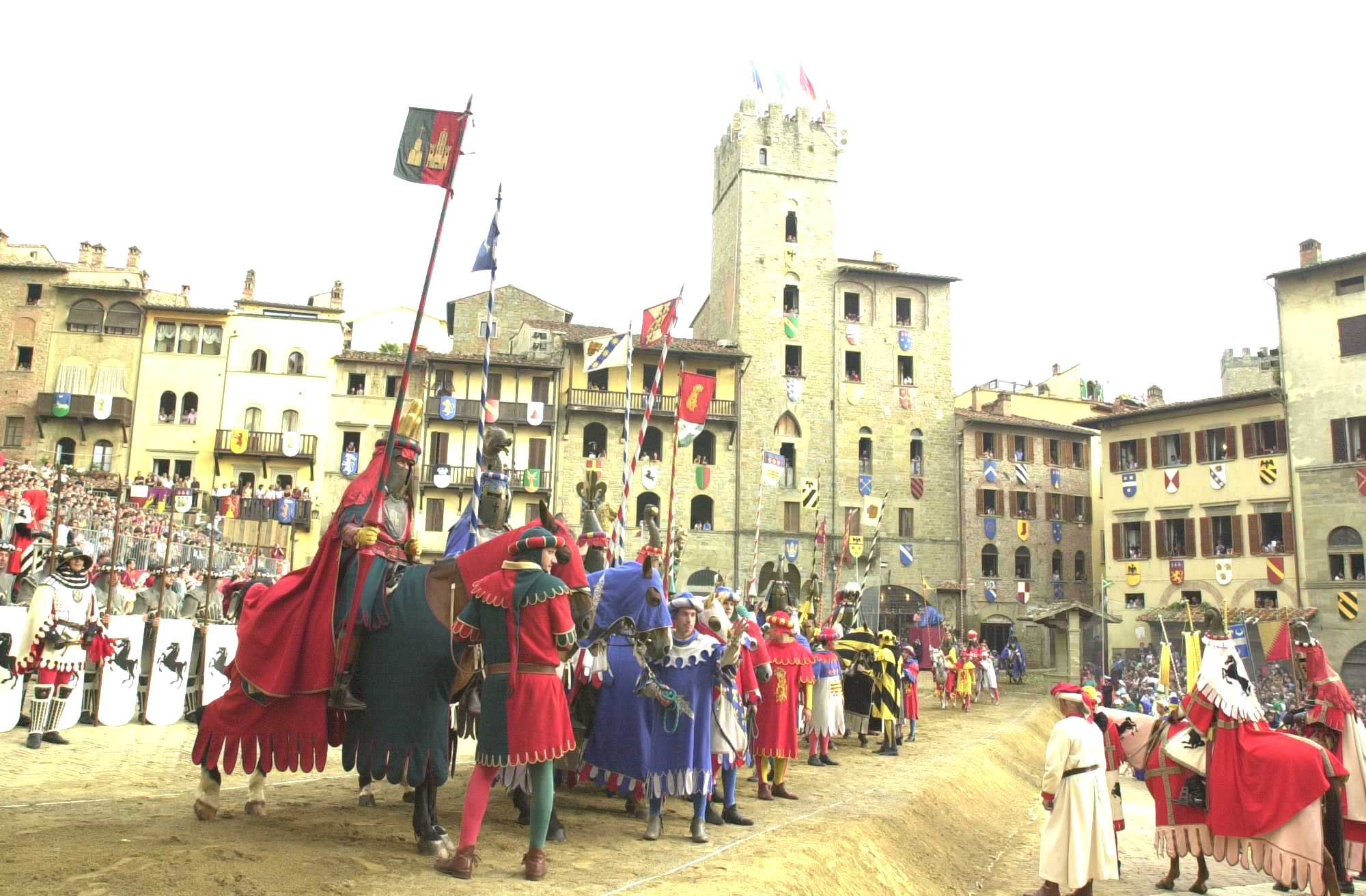
Giostra del Saracino de Arezzo.
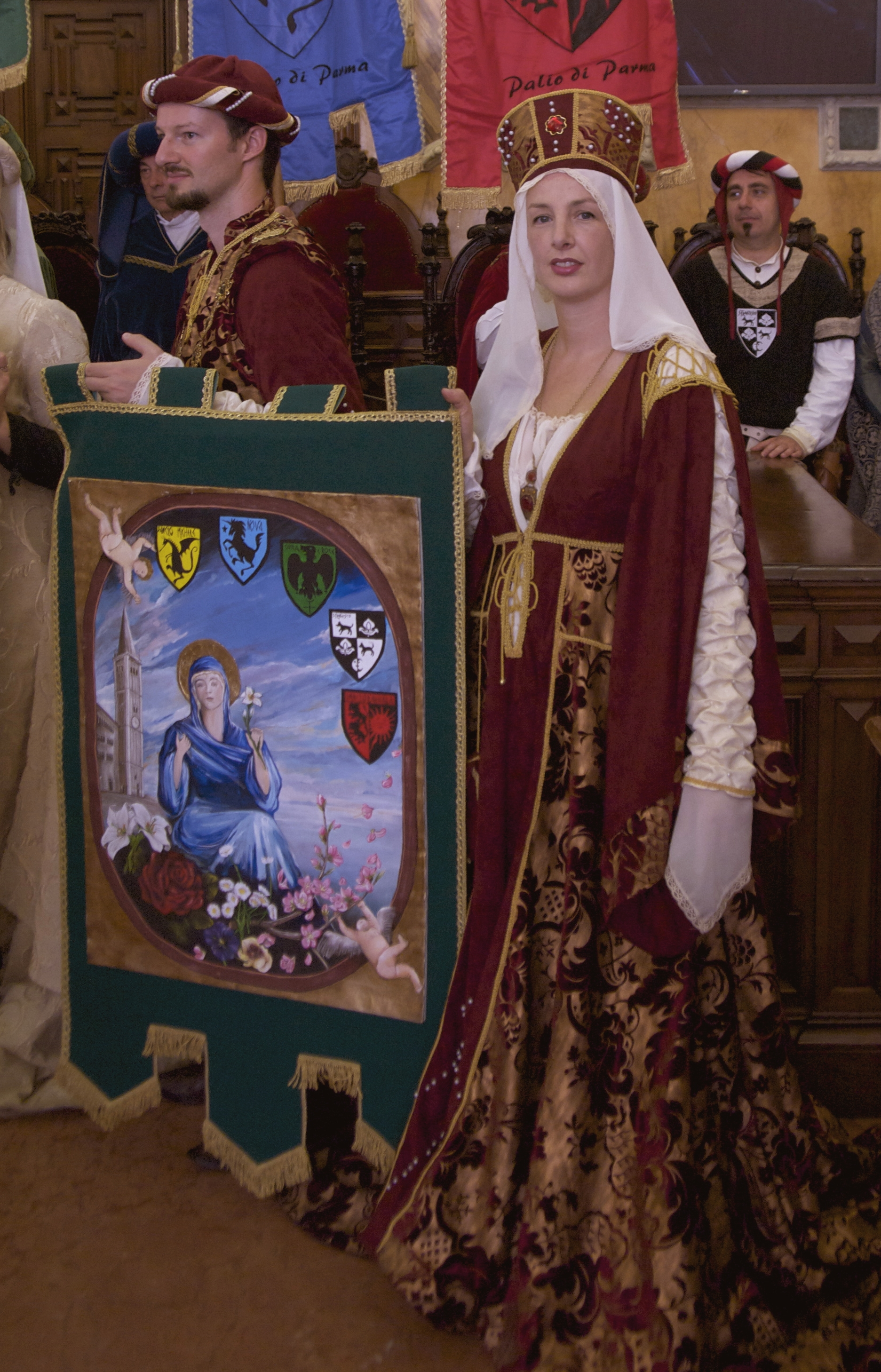
Palio de Parma.
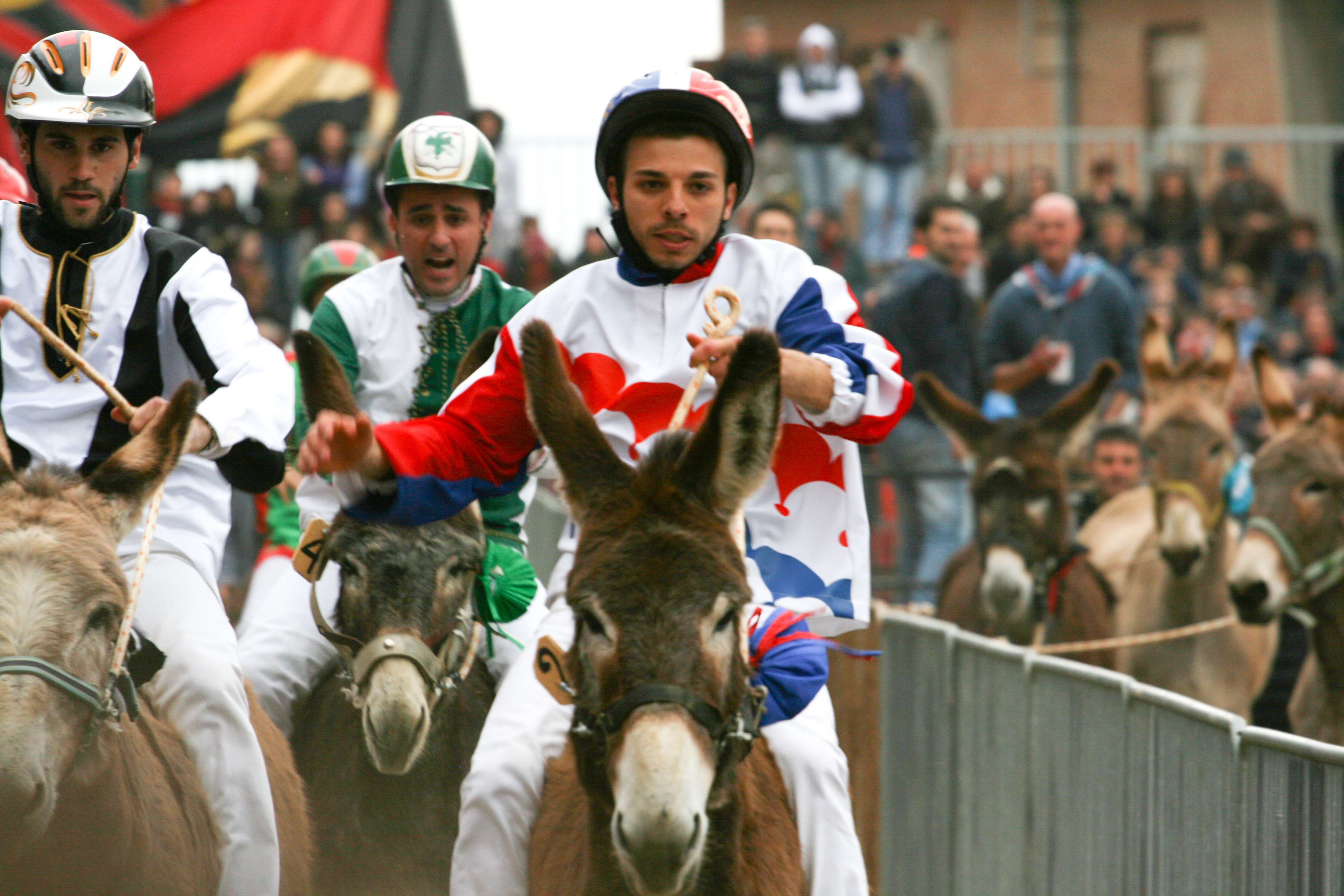
Palio dei Somari de Torrita di Siena.
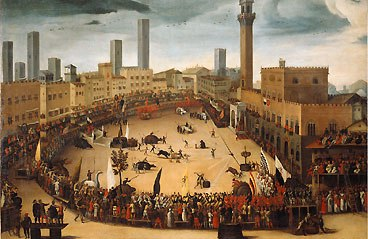
Vincenzo Rustici, Caccia ai tori nel Campo di Siena, óleo sobre tela, 1585 ca.